# Вериганд (Фриули)
Вериганд (на немски: Werigand, Weriant, Wergant, Werichen, Werihent, Werinhent, Varient, Warientus, Wezzelin, * ок. 970, † ок. 1051) е граф на Истрия-Фриули и също фогт на херцога на Каринтия, фогт на Св. Петър в Залцбург.

## Биография
Той е вероятно син на Ацо (Адалберт), който през 965 г. е фогт на патриарх Родоалд от Аквилея в Истрия.
През 1001 г. крал Ото III подарява на графа половината от дворец Силикано и имението Гориция, също и принадлежащата земя между Изо̀нцо и Випава заедно с планините. Получателят на другата половина патриарх Йоан от Аквилея се бори против дарението, но съдът във Верона същата година назовава Вериганд като граф на графство Фриули.
В съдебното заседание на 19 май 1027 г. във Верона, на което крал Конрад II при решението на спора между патриарх Попо от Аквилея и Адалберо от Епенщайн от херцогство Каринтия, граф Вериганд е споменат с името Вецелин като фогт на херцога.
През 1051 г. вдовицата му графиня Вилибирг прави дарения на манастир Гайзенфелд в памет за нейния съпруг Вериганд.

## Фамилия
Вериганд се жени за Вилибирг (1020 – 1056), дъщеря наследничка на маркграф Улрих от Еберсберг († 1029) от род Зигхардинги. Тя му донася полуостров Истрия като зестра. Техните деца са:
- Ацо (Адалберт) (1028)
- ?Лудвиг (1056 и 1060 граф на Фриули)
- Хадамут (Ацика) († сл. 1040), наследничка на Истрия, омъжена за маркграф Попо I († ок. 1044) от фамилията Ваймар-Орламюнде, маркграф на маркграф на Истрия
- Лиутгард, омъжена за граф Енгелберт IV, фогт на манастир Залцбург (Зигхардинги)
- Гербирг, абтеса на манастир Гсйзенфелд